# 新平假毛蕨
新平假毛蕨（学名：Pseudocyclosorus xinpingensis）为金星蕨科假毛蕨属下的一个种。

## 扩展阅读
- 維基物種上的相關：新平假毛蕨